# Przeciwciała przeciwwyspowe
Przeciwciała przeciwwyspowe - to przeciwciała przeciwko antygenom wysp trzustkowych Langerhansa, biorące udział w autoimmunologicznym ich uszkodzeniu, doprowadzając do rozwoju cukrzycy typu 1  lub cukrzycy LADA.
Rozróżnia się 4 typy przeciwciał przeciwwyspowych:
- ICA (z ang. islet cell antibodies) - przeciwciała przeciwko różnym antygenom cytoplazmatycznym komórek B wysp trzustkowych;  występują w początkowych okresach cukrzycy typu 1; w trakcie procesu autoimmunologicznego komórki B są stopniowo niszczone i w chwili zupełnego ich zniszczenia ICA zanikają;
- IAA (z ang. insulin autoantibodies) - przeciwciała przeciwko endogennej insulinie;
- antyGAD65 - przeciwciała przeciwko dekarboksylazie kwasu glutaminowego[1]  (dokładnie izoenzymowi o masie cząsteczkowej 65);
- IA-2 i IA-2β (z ang. insulinoma-associated antigen) - przeciwciała przeciwko fosfatazom tyrozyny.